# Одеська операція (1920)
Одеська операція (рос. Одесская операция) — наступальна операція Південно-Західного фронту РСЧА (командир Олександр Єгоров) проти Військ Новоросійської області Збройних сил Півдня Росії (командир Микола Шиллінг) під час Громадянської війни в Росії.
17 січня війська РСЧА захопили Кривий Ріг та Апостолове.
24 січня зайняли Єлизаветград.
25 січня захопили Умань.
Наприкінці січня захопили Херсон, Миколаїв і Вознесенськ.
3 лютого — Ольвіополь та Очаків.
6 лютого червоноармійці підійшли до Одеси. Рано вранці 7 лютого вони увірвалися в місто, а 8 лютого Одесу повністю звільнили війська Червоної армії. Велику допомогу у взятті міста червоноармійцям надали одеські робітники, які підняли за наказом ревкому повстання і захопили робочі райони Одеси ще до підходу регулярних частин.

## Загін Бредова
Угруповання частин ЗСПР під командуванням генерал-лейтенанта Миколи Бредова, якому генерал-лейтенант Микола Шиллінг доручив командування всіма військами в правобережній Україні, здійснило зимовий перехід, під постійним тиском переважних сил червоних, з району зосередження Тирасполь — Маяки в Польщу, який дістав назву Бредовський похід.

## Овідіопольський загін
Гарнізон Одеси та інші частини ЗСПР, які раніше відступили до міста, а також різні загони «ополченців», сформовані в Одесі для захисту від більшовиків (т. зв. «загони полковника Стесселя, генералів Мартинова і Васильєва», що пізніше об'єдналися в «Овідіопольський загін»), у супроводі численного обозу 3 цивільні установи Півдня Росії — поранені, сім'ї офіцерів Добровольчої армії, іноземці, близько шести сотень кадетів (більшість з яких молодших класів — 10-12 років) Одеського кадетського корпусу; (загалом близько 16 тисяч осіб, але з них здатних носити зброю не більше 3 тисячі) відступили з Одеси 7 лютого і відійшли в район Грос-Лібенталь — Овідіополь, звідки мали намір вийти в Румунію. Але в Румунію впущені не були та опинилися в «мішку» — оскільки червоні частини прорвалися до Маяків і Тирасполя і позбавили «Овідіопольський загін» можливості з'єднатися із «загоном Бредова».
За 5-7 днів ці залишки військ ЗСПР у Новоросії, не впущені румунами на свою територію (румуни не пустили до себе навіть дітей-кадетів, обстрілявши артилерією кадетську колону, яка прямувала до них кригою через Дністер), втративши сотні людей від атак червоної кінноти, загороджувального вогню румунських військ, від мародерів із місцевих жителів, капітулювали (загалом приблизно 12 тисяч осіб). При цьому багато офіцерів (наприклад: генерал Петро Васильєв, барон Майдель) наклали на себе руки, віддавши перевагу смерті перед більшовицьким полоном.

#### Нехудожня
- Файтельберг-Бланк В.Р., Савченко В.А. Одесса в эпоху войн и революций. 1914-1920. — 1-е. — Одесса: Оптимум, 2008. — 336 с. — ISBN 978-966-344-247-1.

#### Художня
- Шульгин В.В. 1920 год. Очерки. — Ленинград: Рабочее издательство Прибор, 1927. — 296 с.

### Мемуари
- Штейнманъ Ф. Архивъ русской революціи // Отступленіе отъ Одессы (январь 1920 г.) / Под ред. И. В. Гессена. — 1-е изд. — Берлин: Slowo-Verlag, 1921. — Т. II. — С. 87 — 97. — 228 с.
- Яконовский Е. М. Кандель. — Париж, 1952.
- Росселевич, А. М. Отход Одесского кадетского корпуса на румынскую границу в 1920 году // Кадетские корпуса за рубежом, 1920—1945 : Сборник. — Монреаль, б. г.